# Ochtmersleben
Ochtmersleben là một đô thị ở huyện Börde thuộc bang Sachsen-Anhalt, nước Đức. Đô thị Ochtmersleben có diện tích 9,41 km², dân số thời điểm ngày 31 tháng 12 năm 2006 là 571 người.